# Abierto de Australia 1977 (enero)
Lista de los campeones del Abierto de Australia de 1977 disputado en enero:

## Individual masculino
Roscoe Tanner (USA) d. Guillermo Vilas (ARG), 6–3, 6–3, 6–3

## Individual femenino
Kerry Melville Reid (AUS) d. Dianne Fromholtz (AUS), 7–5, 6–2

## Dobles masculino
Arthur Ashe(USA)/Tony Roche (AUS)

## Dobles femenino
Dianne Fromholtz Balestrat (AUS)/Helen Gourlay Cawley (AUS)
| Predecesor: 1976                           | Abierto de Australia enero de 1977 | Sucesor: 1977                         |
| Predecesor: Abierto de Estados Unidos 1976 | Grand Slam 1977                    | Sucesor: Torneo de Roland Garros 1977 |

- Datos: Q420849